# Mary Harrison McKee
Pour les articles homonymes, voir Mary Harrison, Harrison et McKee.
Mary Harrison McKee (1858-1930), était la fille de Benjamin Harrison, 23e président des États-Unis, et de Caroline Harrison.
Après le décès de celle-ci en 1892, elle tint le rôle protocolaire de « première dame » des États-Unis du 25 octobre 1892 au 4 mars 1893.